# Tri Finish Münster
Tri Finish Münster e.V. ist ein Triathlonverein aus Münster, Nordrhein-Westfalen. Der Verein hat derzeit 290 Mitglieder (Stand 2019) und zählt damit zu den größten Triathlonvereinen Deutschlands. Tri Finish ist über den nordrheinwestfälischen Triathlonverband (NRWTV) der Deutschen Triathlon Union (DTU), dem nationalen Spitzenverband, angeschlossen. Zusätzlich ist der Verein Mitglied beim Stadtsportbund Münster und beim Landessportbund NRW.

## Historie
Der Verein wurde 1985 in Münster unter dem Namen 1. Triathlonverein Finish 1985 e.V. gegründet und hat sich seitdem zu einem der größten Triathlonvereine Deutschlands entwickelt.

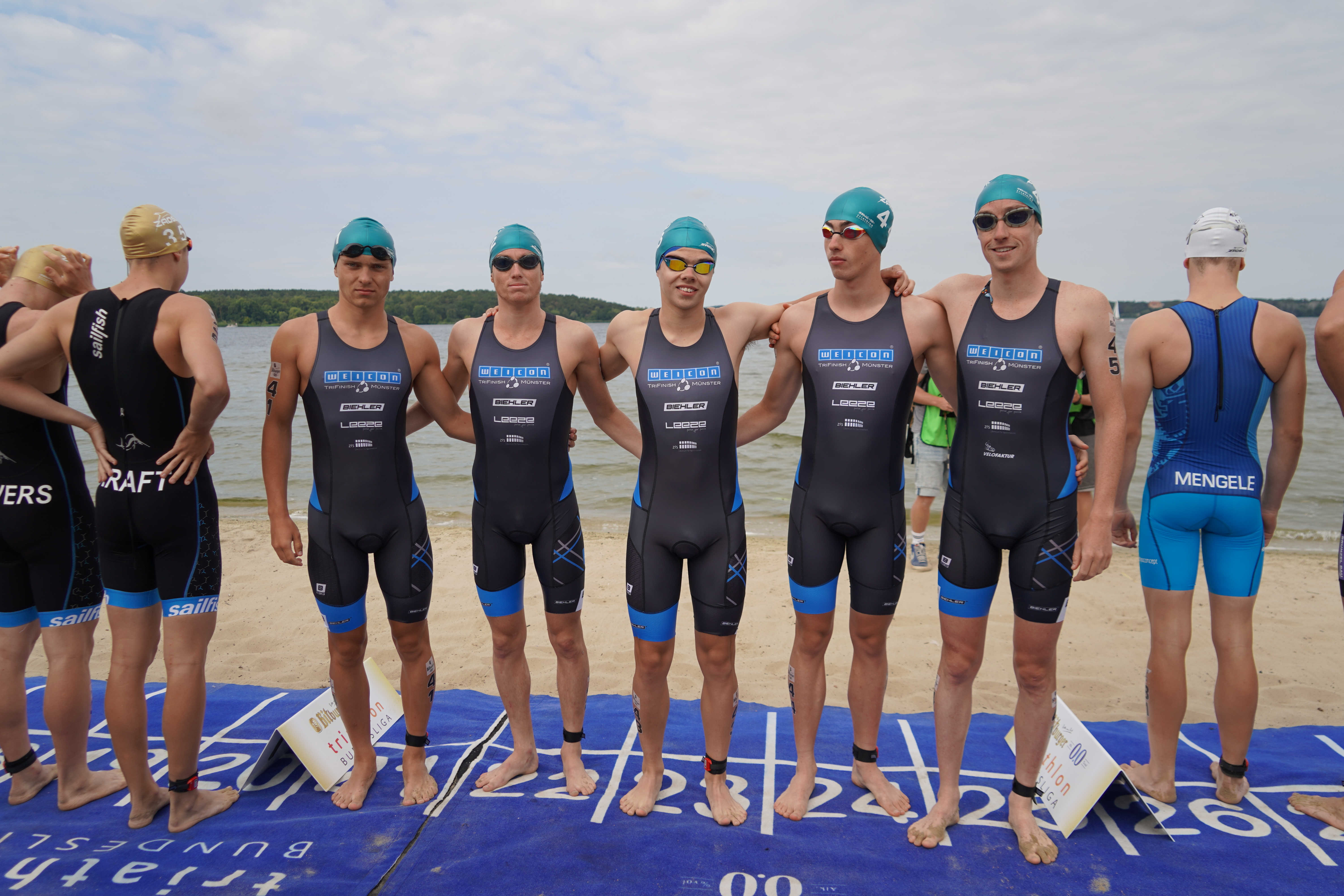
Bundesliga Berlin 2019

1998 übertraf der Verein erstmals die Marke von 100 Vereinsmitgliedern. 2006 erlebte die Sportart dann bundesweit einen starken Mitgliederzuwachs, sodass sich die Mitgliederzahlen bis 2011 nahezu verdoppeln konnten. Seit 2015 liegt die Mitgliederzahl bei knapp 300 Mitgliedern.
In den Jahren 2002–2003 war der Verein Mitglied beim Radsportverband Nordrhein-Westfalen. Von 2005 bis 2007 war Tri Finish dem Fußball- und Leichtathletik-Verband Westfalen (FLVW) angeschlossen.
Seit Mitte 2019 ist Matthias Arnold Vorsitzender des Vereins. Den geschäftsführenden Vorstand bilden seit Februar 2021 Rolf Sudmann (stellv. Vorsitzender), Thomas Eißing (Geschäftsführer), Felix Jaffke (Kassenwart) und Andreas Jüdiges (stellv. Kassenwart).

## Ligamannschaften

### Historie
Seit Beginn der 2000er ist Tri Finish mit einem Herrenteam in den Ligen des Nordrhein-Westfälischen Triathlonverbands (NRWTV) vertreten. Angefangen in der Landesliga folgte Ende 2003 der Aufstieg in die Verbandsliga. Damit einher ging die Neuanmeldung einer weiteren Herrenmannschaft, die seit 2004 nun ebenfalls in der Landesliga vertreten war. Während sich das erste Herrenteam langsam im Ligensystem nach oben arbeitete, wurde 2006 bereits das dritte Herrenteam angemeldet. 2011 folgte dann der nächste große Schritt: Zum einen wurde nun die vierte Herrenmannschaft angemeldet und zum anderen konnte das erste Herrenteam nun nach drei Jahren in der NRW-Liga in die 2. Triathlon-Bundesliga aufsteigen. 2012 folgte prompt ein weiteres Ligateam, sodass nun fünf Herrenteams an den Start gehen konnten. Währenddessen stiegen Ende 2012 die ersten beiden Herrenteams auf, sodass diese nun in der 1. und 2. Triathlon-Bundesliga vertreten waren. Damit gehört Tri Finish seit der Saison 2013 zu den wenigen Ligateams, die sowohl ein Team in der 1. als auch 2. Triathlon-Bundesliga haben. In den Jahren 2017 und 2018 wurde noch ein sechstes Herrenteam angemeldet, das jedoch Ende 2018 aufgrund von Abstiegen der höheren Ligateams wieder abgemeldet werden musste. Damit ist Tri Finish seit 2019 mit fünf Herrenteams in der Liga vertreten.
Neben den Herrenteams ist durch den Frauenboom im Herbst 2004 seit der Saison 2005 auch erstmals ein Damenteam von Tri Finish in der Liga aktiv geworden. Bis einschließlich 2011 startete das Team in der Regionalliga. 2012 wurde dann ein zweites Damenteam angemeldet, welches ebenfalls in der Regionalliga starten durfte. 2013 stieg dann das erste Damenteam in die NRW-Liga auf, während das zweite Damenteam in der Regionalliga verweilte. 2015 folgte dann der Aufstieg in die 2. Triathlon-Bundesliga, wo sich das Team bis 2018 profilieren konnte. Aufgrund von personellen Änderungen im Team stiegen 2018 sowohl die erste als auch die zweite Damenmannschaft in die Ober- und Regionalliga ab. Das Damenteam konnte 2019 jedoch bereits wieder in die NRW-Liga aufsteigen.

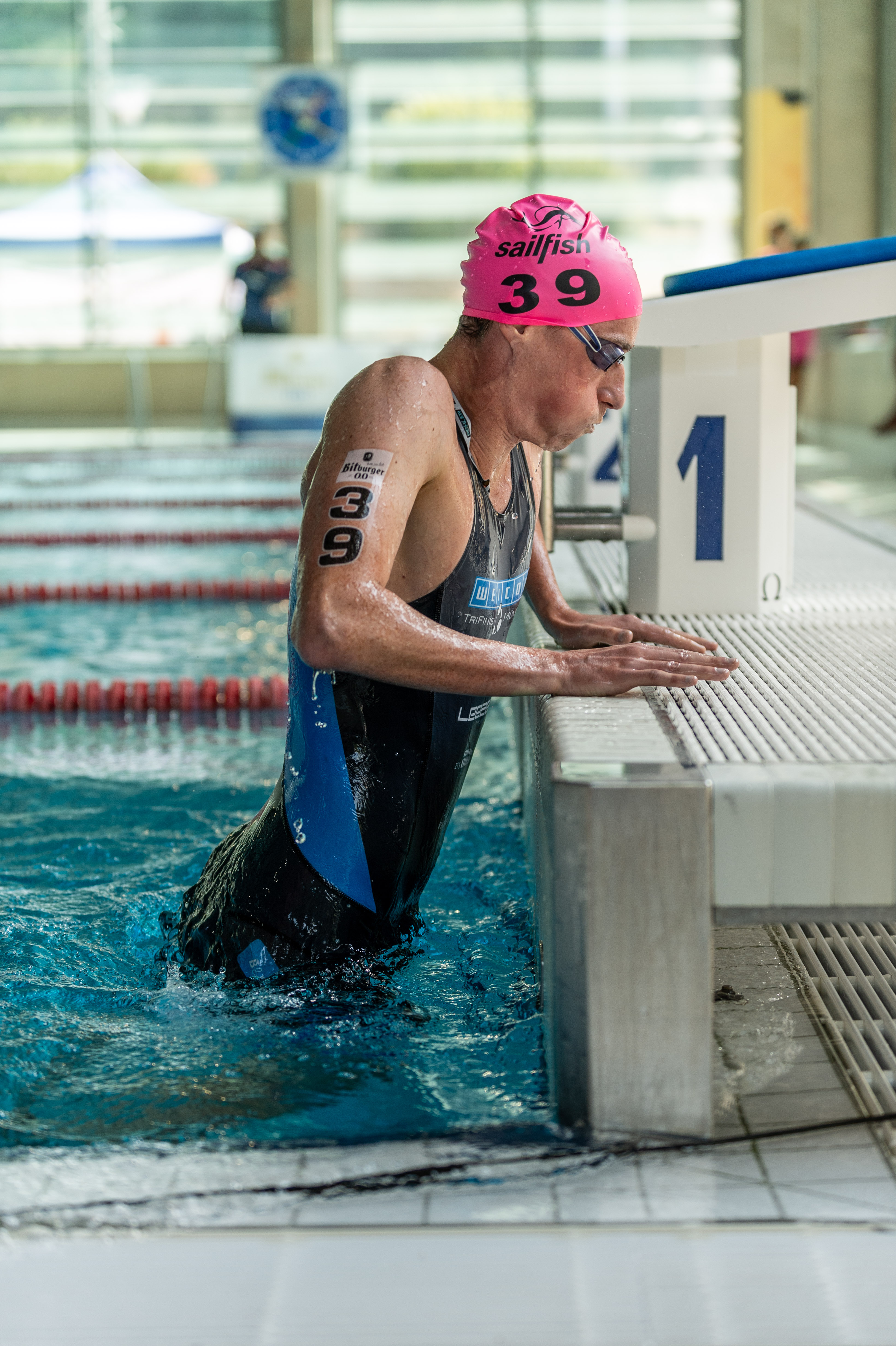
Yannic Stollenwerk, Saarbrücken 2020

Neben den reinen Herren- und Damenteams gibt es im Ligasystem des NRWTV auch noch eine Masters-Liga, die sich an ältere Athleten richtet. Hier können sowohl männliche als auch weibliche Athleten starten. Seit der Saison 2010 ist Tri Finish dauerhaft mit einem Team in dieser Liga vertreten.

### Kader Bundesligateams Herren
- Marco Akershoek
- Idan Apsimon
- Matthias Arnold
- Alejandro Canas del Palacio
- Sebastian Czerny
- Patrick Dirksmeier
- Luca Heerdt
- Johannes Hoffmann
- Jonas Hoffmann
- Constantin Krüger
- Maximilian Krüger
- Jonas Küpper
- Enno Meden
- Kolja Milobinski
- Jocelyn Mourier
- Jan Neuhaus
- Sébastien Pascal
- Thomas Pietrera
- Seth Rider
- Oscar Gladney Rundqvist
- Thomas Sayer
- Sascha Schücker
- Mads Sloth Mortensen
- Tyler Smith
- Valdemar Solok
- Max Stapley
- Yannic Stollenwerk
- Aron Thimm
- Anders Toft Nielsen
- Mila Tomin
- Tim Van Hemel
- Per Wangel
- Roee Zoarets

## Veranstaltungen
Der Verein Tri Finish Münster e.V. zeichnet sich durch zahlreiche Veranstaltungen aus, die der Verein mit Hilfe seiner Vereinsmitglieder organisiert und ausrichtet.

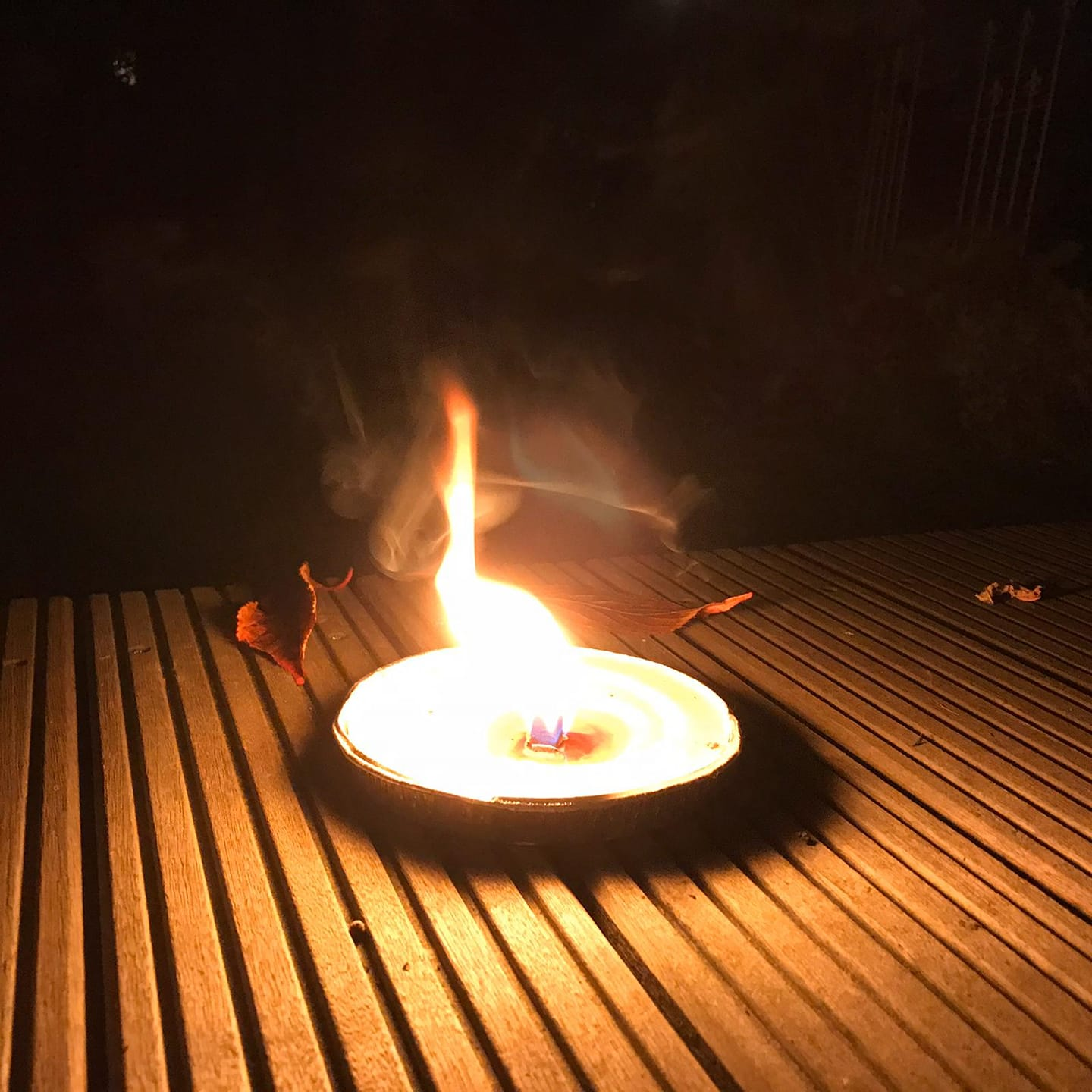
Kerzenbeleuchtung beim Advents-Aaseelauf

Die älteste Veranstaltung im Verein ist der Advents-Aaseelauf, der seit über 30 Jahren jährlich am 1. Adventssonntag am Münsteraner Aasee stattfindet. Jedes Jahr starten so über 1.500 Läufer am Aasee und absolvieren Strecken von drei bis zehn Kilometern. Das Event zeichnet sich durch die vielen Kerzen aus, die die Laufstrecke säumen und ihr eine besondere Atmosphäre verleihen. Ebenfalls sticht die Kostümwertung heraus, die in jedem Jahr zu verschiedensten weihnachtlichen Verkleidungen der Teilnehmer führt.
Das Ultraschwimmen stellt den Freiwasserwettkampf von Tri Finish dar. Ähnlich wie der Münster-Triathlon findet dieser im Hafenbecken von Münster statt. Es können Strecken zwischen zwei und acht Kilometern geschwommen werden. Jährlich nehmen 200–300 Personen an der Veranstaltung teil.
Für Kinder und Jugendliche bietet Tri Finish seit über 20 Jahren den Kidman Kindertriathlon. Hier können Kinder ab sechs Jahren bis 15 Jahren auf kürzeren Strecken den Triathlonsport ausprobieren. Rennräder oder ähnliches Equipment sind bei diesem Wettkampf nicht notwendig.

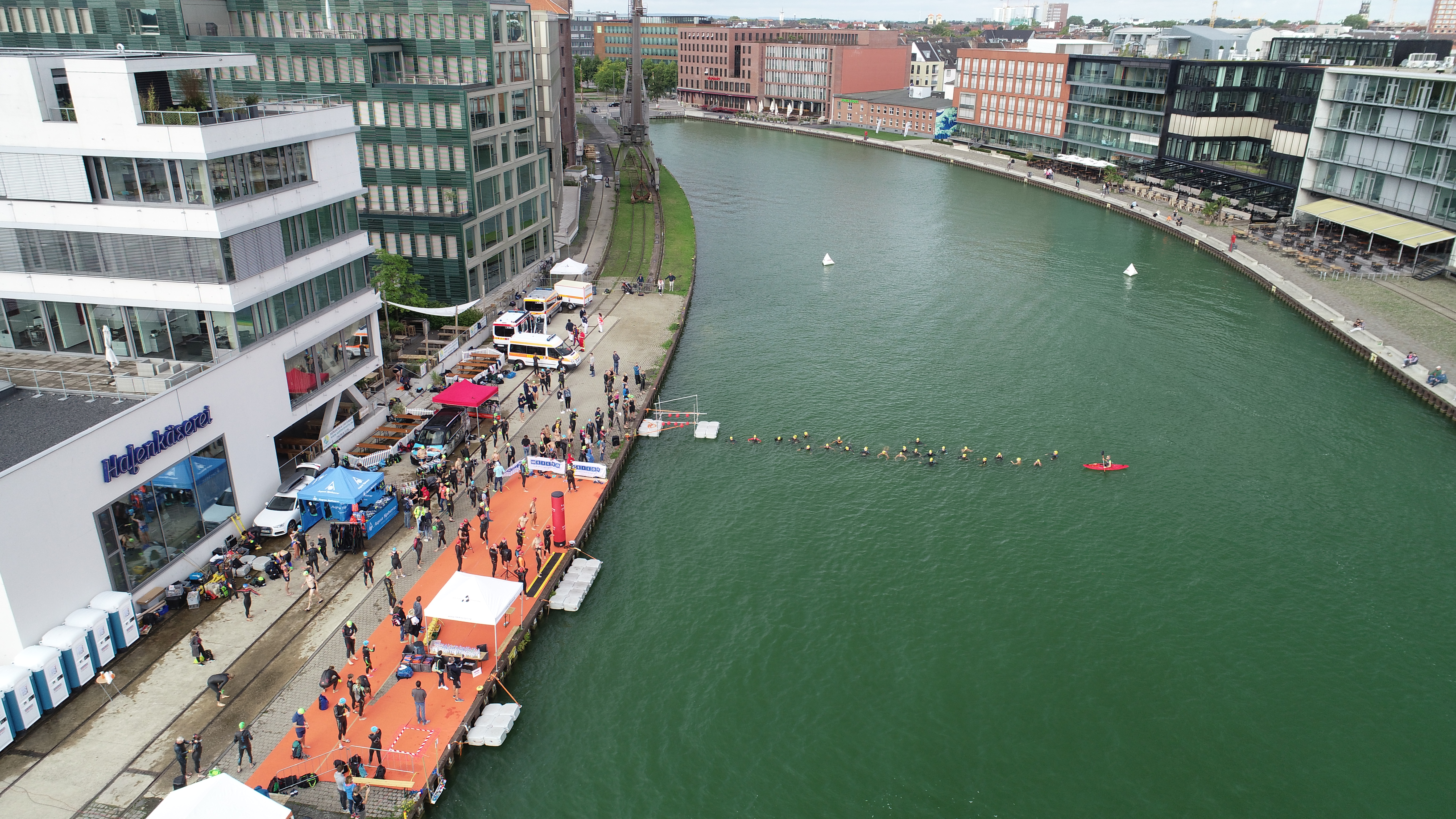
Ultraschwimmen 2020

Der Sparda Münster City Triathlon stellt die größte Veranstaltung bei Tri Finish dar und zählt in Münster zu den größten Sportveranstaltungen für den Breitensport. Aber auch Leistungssport gibt es bei diesem Event. In den Jahren 2017–2018 war die 1. Triathlon-Bundesliga zu Gast beim Münsteraner Triathlon.
Neben diesen großen öffentlichen Veranstaltungen richtet der Verein auch kleinere sportliche Wettkämpfe aus, die sich primär an die eigenen Vereinsmitglieder richten. Hierzu zählen u. a. das Einzelzeitfahren und der Hägerman, eine besondere Art des Triathlons, der traditionell jedes Jahr am 1. Mai stattfindet.

## Sponsoring
Seit Gründung 1985 hat Tri Finish Münster bereits mit einigen großen und kleinen Unternehmen zusammengearbeitet. Als aktuelle Sponsoren der Ligamannschaften treten die Weicon GmbH & Co. KG, die Stadtwerke Münster und die Hengst SE auf.
Darüber hinaus arbeitet Tri Finish bei den Veranstaltungen u. a. mit der AOK Nordwest, Aqua Sphere und gebioMized zusammen.
Lange Zeit arbeitete Tri Finish Münster mit den Kleidungsausstattern Biehler, Champion System und ZeroD zusammen, zuletzt wurde RenéRosa aus Bayern der neue Ausstatter der Ligateams.